# 佛羅里達狹地

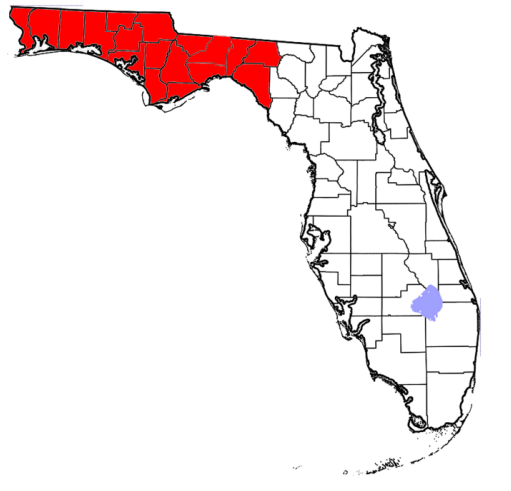
地图显示佛罗里达州县，东部的范围就是狭长地帶。

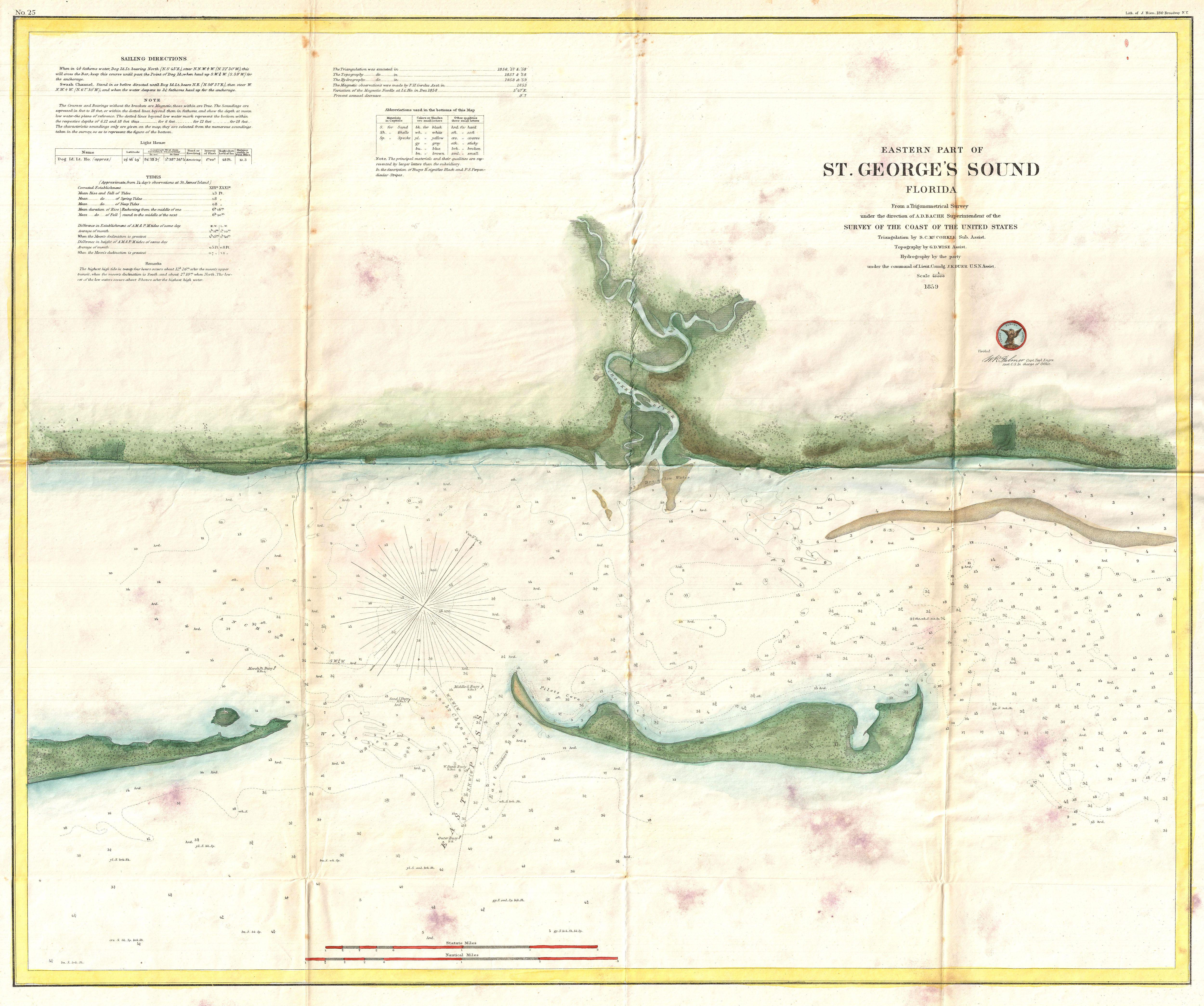
佛罗里达州的狭长地带。

佛罗里达狭长地带，也稱為西佛罗里达或西北佛罗里达（英語：Florida Panhandle），是一片位於美国佛罗里达州西北部長約200英里（320），寬50至100英里（80至160）的狹地。它的西部和北部與阿拉巴马州接壤，北方是乔治亚州，而南方是墨西哥湾。它的东部边界定义非常廣闊。西佛羅里達州和西北佛羅里達州一般表達相同意義。歷史上西佛羅里達州是英國殖民地（1763-1783年），後來是西班牙殖民地（1783-1821年）。
佛羅里達州狹長地帶中，最大的城市是州首府塔拉哈西，人口為188,107人（2014年數據）。然而，人口最多的群體是彭薩科拉大都會區，人口為474,081。截至2010年人口普查，狭长地带的總人口為1,407,925人，僅佔佛羅里達州總人口的7.5％。

## 歷史

### 19世紀
在整個十九世紀，佛羅里達州人口稀少，只有些小農場，其中仅有一千多居民。事實上，許多那裏的居民是从阿拉巴馬州迁移过来的，因此他们在那裡有親戚；與阿拉巴馬州南部交易也比往東去往佛羅里達州更容易。因此西佛羅里達人感覺到相比在距離數百公里的半島居民，他們與鄰近阿拉巴馬州的鄰居有更多的共同点。

#### 重要事件
- 1819年，阿拉巴馬憲法公約要求國會將西佛羅里達納入新的國家。[6]
- 1822年，在美國從西班牙收購整個佛羅里達州一年，西佛羅里達州居民向美國眾議院發出請願書，要求將其部分附屬於阿拉巴馬州，阿拉巴馬州參議員約翰·威廉斯·沃克也提出了這一想法。[5]
- 在1840年，在彭薩科拉的一次公開會議產生了一個西佛羅里達與阿拉巴馬州聯合的要求。同一年，領土立法機關通知國會，它反對阿拉巴馬州與西佛羅里達州聯合，但在1844年，在成立前一年，立法機關扭轉了局勢，並要求將西佛羅里達州分開。[7][8]
- 1868年，阿拉巴馬州議會批准了一項聯合決議，授權總督與佛羅里達州州長談判與西佛羅里達州合併。阿拉巴馬州債券提供了一百萬美元的報酬，支付了30年的8％的利息。兩國均委任專員就此事作出詳細建議。[9]。

### 20世紀
20世紀後期，曾有多個颶風侵襲該處，造成嚴重破壞，例如1985年的颶風凱特。

### 21世紀
2010年6月23日，彭薩科拉海灘和納瓦拉海灘的石油洩漏，損害了漁業和旅遊業，並导致了大量的清理工作。

## 政治
西北佛羅里達的政治因地點而異。西班牙廣場是佛羅里達州共和黨最多的地區，翡翠海岸的各州定期向共和黨國家和全國大選提供70％以上的利潤。然而，塔拉哈西和加茲登縣是很強烈的民主黨。在2008年總統選舉中，麥凱恩在潘多爾德獲得了421,287票（60.1％），而巴拉克·奧巴馬則獲得了279,206票（39.9％）。

## 外部連結
- Outdoor Gulf Coast – Online recreation for Northwest Florida（页面存档备份，存于）
- Panama City Beach Convention & Visitors Bureau – Official online travel planning resource for Panama City Beach
- Historic Pensacola Village and T. T. Wentworth, Jr., State Museum （页面存档备份，存于）